# Liste der Bodendenkmale in Oldendorf (Luhe)
In der Liste der Bodendenkmale in Oldendorf sind alle Bodendenkmale der niedersächsischen Gemeinde Oldendorf (Luhe) aufgelistet. Die Quelle ist der Denkmalatlas Niedersachsen. Der Stand der Liste ist der 3. Oktober 2024.

## Allgemein
In den Spalten finden sich folgende Informationen des Bodendenkmales :
- Lage        : geographische Koordinaten
- Bezeichnung : Bezeichnung lt. Denkmalatlas
- Beschreibung: Beschreibung lt. Denkmalatlas
- ID          : Objekt-ID
- Bild        : Bild, ggf. zusätzlich mit Link zu weiteren Fotos im Medienarchiv Wikimedia Commons.

## Marxen am Berge
| Lage                         | Bezeichnung                    | Beschreibung | ID       | Bild |
| ---------------------------- | ------------------------------ | --- | -------- | ---- |
| 53° 10′ 10″ N, 10° 16′ 47″ O | Marxen am Berge 1, Grabhügel   | Rund, Dm. 9,5 m; H. 0,5 m. Rand auslaufend. | 28932421 | BW   |
| 53° 10′ 6″ N, 10° 16′ 39″ O  | Marxen am Berge 2, Grabhügel   | Rund, Dm. 20 m; H. 1,5 m. Eine Fahrspur und flache Pflanzfurchen in Nordwest-Südost Richtung. Wenige bis faustgroße Granitsteine sichtbar. | 28932423 | BW   |
| 53° 10′ 7″ N, 10° 16′ 1″ O   | Marxen am Berge 3, Grabhügel   | | 28932425 | BW   |
| 53° 10′ 12″ N, 10° 16′ 5″ O  | Marxen am Berge 4, Grabhügel   | Rund, Dm. 13,5 m; H. 0,8 m. Kuppe eingesenkt, zwei Granitsteine. Rand abgesetzt. Im Nordwest-Bereich eine Fahrspur in Nordost-Südwest Richtung. | 28932427 | BW   |
| 53° 9′ 51″ N, 10° 16′ 15″ O  | Marxen am Berge 5, Grabhügel   | Fast rund, Dm. 13 m; H. 0,8 m. Oberfläche gestört. Eine Fahrspur in Nordnordwest-Südsüdost Richtung. Am Südost-Rand flache Rillen. | 28932431 | BW   |
| 53° 9′ 2″ N, 10° 15′ 42″ O   | Marxen am Berge 6, Grabhügel   | Oval, Nordnordwest-Südsüdost orientiert, L. 17 m; Br. 13,5 m; H. noch 0,8 m. Kuppe abgeflacht, Rand auslaufend. Am Nordost- und Südsüdost-Rand Lesesteine abgelagert. Nach Südsüdost ein Hochsitz. | 28934699 | BW   |
| 53° 8′ 53″ N, 10° 14′ 38″ O  | Marxen am Berge 7, Grabhügel   | Fast rund, Dm. 11 m; H. 0,9 m. Süd-Rand von Weg angeschnitten. In der Kuppe eine Mulde. | 28934701 | BW   |
| 53° 9′ 55″ N, 10° 15′ 57″ O  | Marxen am Berge 8, Grabhügel   | | 28934703 | BW   |
| 53° 9′ 53″ N, 10° 16′ 7″ O   | Marxen am Berge 9, Grabhügel   | Fast rund, Dm. 7,5 m; H. noch 0,4 m. Nordost-Rand von Acker etwas angeschnitten. Am Nordnordwest- und Südsüdost-Rand je eine kleine rechteckige Eingrabung. Rand auslaufend, Kuppe abgeflacht. | 28934705 | BW   |
| 53° 9′ 50″ N, 10° 16′ 27″ O  | Marxen am Berge 11, Grabhügel  | Fast rund, Dm. 13 m; H. 0,6 m. Zentral eine Eingrabung, Oberfläche gestört und Rand auslaufend. Fahrspur in Ost-West Richtung, weitere Spur am Nord-Rand. Wenige kleine Granitsteine. | 28934707 | BW   |
| 53° 9′ 51″ N, 10° 16′ 30″ O  | Marxen am Berge 12, Grabhügel  | Rund, Dm. 11 m; H. 0,5 m. Rand auslaufend. Ein Waldweg in Nordnordwest-Südsüdost Richtung. | 28934709 | BW   |
| 53° 8′ 50″ N, 10° 14′ 49″ O  | Marxen am Berge 13, Grabhügel  | Rund, Dm. 11 m; H. 1 m. Rand abgesetzt, Kuppe abgeflacht. Nord-Rand von Weg angeschnitten. | 28934711 | BW   |
| 53° 8′ 55″ N, 10° 14′ 35″ O  | Marxen am Berge 18, Schafstall | Anlage von insgesamt ca. 90 m L. und 75 m Br., NNW-SSO orientiert. Im Zentrum eine rechteckige Steinsetzung aus Granitsteinen von 19,5 m L. und 2,6 m Br. Östl. davon eine rechteckige Umwallung von ca. 65 m L. und 20 m Br. Br. der Wälle bis 3,5 m; H. bis 0,6 m. Graben-Br. bis 1 m; T. bis 0,3 m. Westl. der Steinsetzung ein hufeisenförmiges Wallsystem mit Wällen der gleichen Art, L. ca. 60 m; Br. ca. 40 m. Wälle und Gräben weisen mehrere Störungen auf. Unmittelbar nordöstl. der Steinsetzung ein Granitstein mit zwei Schälchen (?), Dm. der Schälchen 3 cm; T. 2 cm bzw. 0,6 cm. | 28930981 | BW   |
| 53° 9′ 55″ N, 10° 16′ 4″ O   | Marxen am Berge 19, Grabhügel  | Fast rund, Dm. 12 m; H. 0,5 m. Rand auslaufend, Kuppe abgeflacht. Eine Nordwest-Südost orientierte Schneise mit Holzrückspur. | 28934717 | BW   |
| 53° 9′ 54″ N, 10° 15′ 55″ O  | Marxen am Berge 20, Grabhügel  | Rund, Dm. 17 m; H. 0,8 m. In der Kuppe eine Mulde. Eine Nordwest-Südost orientierte Schneise mit Holzrückspur. Von der Mitte nach Südwesten und Norden je ein Granitstein. | 28934719 | BW   |

## Oldendorf (Luhe)
| Lage                        | Bezeichnung                            | Beschreibung | ID       | Bild |
| --------------------------- | -------------------------------------- | --- | -------- | ---- |
| 53° 9′ 20″ N, 10° 11′ 56″ O | Oldendorf (Luhe) 39, Grabhügel         | Fast rund, Dm. 18 m; H. 1,3 m. In der Kuppe eine kleine flache Mulde. | 28931880 | BW   |
| 53° 9′ 35″ N, 10° 11′ 55″ O | Oldendorf (Luhe) 41, Grabhügel         | Fast rund, Dm. 14 m und H. 1,2 m. Rand läuft aus. Durch eine zentrale Eingrabung gestört. Am O-Rand ein Graben. | 28931884 | BW   |
| 53° 8′ 43″ N, 10° 12′ 6″ O  | Oldendorf (Luhe) 42, Grabhügel         | Rund, Dm. 8 m; H. 0,3 m. Mit Lesesteinen überdeckt und am Nordost-Rand Plaggensoden abgelagert. | 28931886 | BW   |
| 53° 8′ 38″ N, 10° 11′ 44″ O | Oldendorf (Luhe) 43, Grabhügel         | Fast rund, Durchmesser ca. 11 m und Höhe ca. 0,8 m mit Kuppenmulde, am Nordost-Rand eine Mulde, Rand schwach abgesetzt. | 28931888 | BW   |
| 53° 9′ 15″ N, 10° 12′ 17″ O | Oldendorf (Luhe) 44, Grabhügel         | Leicht oval, Nord-Süd orientiert, L. 15 m; Br. 12 m; H. 1,1 m. Rand abgesetzt. Oberfläche unregelmäßige und gestört. Zentral eine Eingrabung. | 28931890 | BW   |
| 53° 8′ 15″ N, 10° 10′ 39″ O | Oldendorf (Luhe) 48, Grabhügel         | Fast rund, Dm. 8,5 m; H. 0,7 m. Ost- und West-Rand durch Äcker angeschnitten. Einige bis eimergroße Granitsteine. In der Kuppe eine Mulde. | 28932713 | BW   |
| 53° 8′ 44″ N, 10° 10′ 27″ O | Oldendorf (Luhe) 50, Grabhügel         | | 28931896 | BW   |
| 53° 10′ 6″ N, 10° 11′ 4″ O  | Oldendorf (Luhe) 51, Grabhügel         | Oval (Ost-West orientiert), Länge ca. 23 m, Breite ca. 15 m und Höhe noch 1,6 m mit zentraler Eingrabung. Am Nordwest-Rand einige größere Granitsteine. | 28931898 | BW   |
| 53° 10′ 6″ N, 10° 11′ 13″ O | Oldendorf (Luhe) 52, Grabhügel         | Fast rund, Dm. 16 m; H. im Osten 1,4 m; H. im Westen 1 m. Eine Ost-West orientierte Fahrspur. In der Kuppe eine flache Mulde. | 28931900 | BW   |
| 53° 10′ 5″ N, 10° 11′ 11″ O | Oldendorf (Luhe) 53, Grabhügel         | Oval, Nord-Süd orientiert, L. 13 m; Br. 9 m; H. im Westen 0,8 m; H. im Osten 1,2 m. Kuppe abgeflacht. Eine tiefe Fahrspur in Ost-West Richtung. | 28931902 | BW   |
| 53° 9′ 24″ N, 10° 11′ 27″ O | Oldendorf (Luhe) 60, Grabhügel         | Rund, Dm. 12 m; H. im Osten 0,6 m; im Westen 0,9 m. Kuppe abgeflacht. | 28932008 | BW   |
| 53° 9′ 17″ N, 10° 11′ 28″ O | Oldendorf (Luhe) 61, Grabhügel         | Durchmesser ca. 15 m und Höhe ca. 1 m. 3 kleine, tiefe Eingrabungen im Westsüdwest-Bereich, Rand auslaufend. | 28932010 | BW   |
| 53° 9′ 10″ N, 10° 11′ 34″ O | Oldendorf (Luhe) 63, Grabhügel         | Fast rund, auf einer Hochfläche. Dm. 13 m; H. 1,1 m. Rand abgesetzt und Kuppe abgeflacht. Im Südwest-Bereich ein Grenzstein. Eine Westnordwest-Ostsüdost orientierte flache Rinne (ehem. Feldmarksgrenze). | 28932014 | BW   |
| 53° 8′ 48″ N, 10° 11′ 25″ O | Oldendorf (Luhe) 65, Grabhügel         | Fast rund, Dm. 11,5 m; H. 0,4 m. Rand schwach abgesetzt. Von flachen Pflanzfurchen überzogen. Oberfläche unregelmäßig und zerwühlt. Steinkranz aus Granitsteinen erkennbar. Einige weitere Granitsteine ertastbar. | 28932018 | BW   |
| 53° 8′ 50″ N, 10° 11′ 21″ O | Oldendorf (Luhe) 66, Grabhügel         | Durchmesser ca. 18 m und Höhe ca. 0,8 m. Rand auslaufend, Kuppe abgeflacht, von Pflanzfurchen überzogen. | 28930729 | BW   |
| 53° 8′ 35″ N, 10° 11′ 10″ O | Oldendorf (Luhe) 67, Grabhügel         | Fast rund, Durchmesser ca. 18 m und Höhe ca. 0,8 m, Rand nach Norden schwach abgesetzt, sonst auslaufend. | 28932020 | BW   |
| 53° 8′ 54″ N, 10° 10′ 23″ O | Oldendorf (Luhe) 68, Grabhügel         | Fast rund, Dm. 11 m; H. 1,1 m. Rand auslaufend. Mittig von einem flachen Graben überzogen. Mehrere bis doppelkopfgroße Granitsteine und am Südost-Rand ein großer Granitstein. | 28932022 | BW   |
| 53° 8′ 52″ N, 10° 10′ 37″ O | Oldendorf (Luhe) 69, Grabhügel         | Oval, Nordwest-Südost orientiert, L. 10 m; Br. 8,5 m; H. im Nordosten 0,8 m; im Südwesten 0,4 m. Im Nordost-Bereich eine flache Mulde, Rand auslaufend und Kuppe abgeflacht. Einige bis doppeltkopfgroße Steine. | 28932024 | BW   |
| 53° 8′ 41″ N, 10° 13′ 33″ O | Oldendorf (Luhe) 79, Grabhügel         | Rund, Dm. 17 m; H. 1,3 m. Rand abgesetzt. Von Pflanzfurchen überzogen. Eine Ost-West orientierte Schneise. | 28932132 | BW   |
| 53° 8′ 44″ N, 10° 13′ 32″ O | Oldendorf (Luhe) 80, Grabhügel         | Fast rund, Dm. 26 m; H. im Osten 1,8 m; im Westen 2,2 m. Kuppe abgeflacht. Wenige Steine ertastbar. Ein Ost-West orientierter Pfad. Rand abgesetzt. | 28932134 | BW   |
| 53° 8′ 40″ N, 10° 14′ 4″ O  | Oldendorf (Luhe) 84, Grabhügel         | Rund, Dm. 9 m; H. 0,7 m. In der Kuppe eine Mulde. Eine Ost-West orientierte Holzrückspur. Am West-Rand ein Granitstein ertastbar. | 28932142 | BW   |
| 53° 9′ 32″ N, 10° 12′ 50″ O | Oldendorf (Luhe) 85, Grabhügel         | Ehemals rund, Durchmesser ca. 20 m und Höhe ca. 1,5 – 1,8 m, im Norden durch Gartengrundstück etwas abgetragen, z.T. abgesetzt, z. T. auslaufend. | 28932144 | BW   |
| 53° 9′ 23″ N, 10° 12′ 9″ O  | Oldendorf (Luhe) 100, Grabhügel        | Rund, Durchmesser ca. 20 m und Höhe ca. 1,8 m, zentrale Eingrabung, auf eine natürliche Kuppe aufgesetzt. | 28930735 | BW   |
| 53° 8′ 40″ N, 10° 11′ 55″ O | Oldendorf (Luhe) 106, Grabhügel        | | 28934221 | BW   |
| 53° 8′ 40″ N, 10° 11′ 52″ O | Oldendorf (Luhe) 107, Brandgräberfeld  | | 28934223 | BW   |
| 53° 9′ 33″ N, 10° 12′ 52″ O | Oldendorf (Luhe) 108, Reihengräberfeld | | 28932183 | BW   |
| 53° 8′ 58″ N, 10° 11′ 28″ O | Oldendorf (Luhe) 113, Grabhügel        | | 28934329 | BW   |
| 53° 8′ 53″ N, 10° 10′ 31″ O | Oldendorf (Luhe) 117, Grabhügel        | Fast rund, Dm. 13 m; H. 0,9 m. Rand auslaufend. Einige bis doppeltkopfgroße Granitsteine. | 28934337 | BW   |
| 53° 8′ 50″ N, 10° 10′ 31″ O | Oldendorf (Luhe) 118, Grabhügel        | Fast rund, Dm. 14 m; H: ca. 0,6 m. Rand auslaufend, in der Kuppe eine flache Mulde. Südwestlich mehrere Findlinge in Reihe von Südwest nach Nordost. Mehrere größere Granitsteine, mit der Sonde ist eine dichte Steinlage im Hügelaufbau ertastbar. | 28934339 | BW   |
| 53° 9′ 9″ N, 10° 11′ 0″ O   | Oldendorf (Luhe) 120, Grabhügel        | Fast rund, Dm. 6 m; H. 0,3 m. Rand auslaufend, Kuppe abgeflacht. Einige bis eimergroße Granitsteine sichtbar. | 28934341 | BW   |
| 53° 9′ 19″ N, 10° 11′ 16″ O | Oldendorf (Luhe) 124, Grabhügel        | | 28934349 | BW   |
| 53° 8′ 45″ N, 10° 14′ 10″ O | Oldendorf (Luhe) 146, Schafstall       | Reste eines Schafstalles. Ovale, Westnordwest-Ostsüdost orientierte Anlage von insgesamt ca. 110 m L. und 95 m Br. Im Süd-Teil sind vier Wälle mit jeweils außen vorgelagerten Gräben feststellbar; im Nordost-Teil, nördlich des Waldweges ein Wall mit flachem, außen vorgelagertem Graben. Wallbreite bis 3,5 m; Wallhöhe bis 0,6 m. Grabenbreite bis 0,8 m, Grabentiefe bis 0,3 m. Die Profile sind abgerundet. Unmittelbar südlich des die Anlage durchquerenden Waldweges zwei Reihen von Granitsteinen, mit westnordwest-ostsüdöstlicher Orientierung, L. bis 17 m. | 28930843 | BW   |

### Oldendorf (Luhe) 1
- ID:28931088
- Zwischen 400 und 800 m südlich der Oldendorfer Mühle auf dem hochwasserfreien östlichen Hochufer oberhalb des Zusammenflusses von Luhe und Lopau die sogenannte Oldendorfer Totenstatt Die Nekropole besteht aus einer Gruppe von vier Großsteingräbern (davon drei längliche Hünenbetten und ein runder Erdhügel, FStNr. 1 – 4), 18 Grabhügeln (FStNr. 5 – 8, 10, 11, 14 – 18, 70, 71, 134 – 137, 139) und vier Anhöhen, bei denen es sich vielleicht ebenfalls um Grabhügel handelt (FStNr. 9, 12, 13, 138), einem Urnenfriedhof (FStNr. 19) sowie einer Siedlung (FStNr. 145).

| Lage                        | Bezeichnung                          | Beschreibung | ID       | Bild           |
| --------------------------- | ------------------------------------ | --- | -------- | -------------- |
| 53° 8′ 52″ N, 10° 13′ 10″ O | Oldendorf (Luhe) 1, Großsteingrab    | Sprockhoff beschrieb das Grab im Jahre 1967 als "Hünenbett in Richtung Nordost-Südwest. Erhalten ist ein 45 m langer und 6,5 m bis 7 m breiter Erddamm von 2 m Höhe, der von drei in situ stehenden Steinen eingefasst ist. Mehrere, ehemals zur Umfassung gehörende Steine liegen nach außen, einige davon sind gesprengt. Am Westende konnte 1973 durch F. Laux die Grabkammer in Resten aufgedeckt werden und auch das Ende des Hünenbettes festgestellt werden. Die Kammer wird aus drei Jochen bestanden haben. | 28930603 | Weitere Bilder |
| 53° 8′ 50″ N, 10° 13′ 11″ O | Oldendorf (Luhe) 2, Großsteingrab    | Sprockhoff beschrieb das Megalithgrab im Jahr 1950 folgendermaßen: "Grab II. Zerstörte Steinkammer in nordwest-südöstlicher Richtung in einem Rundhügel von an die 20 m Durchmesser und etwa 2 m Höhe. Durch die Teilschleifung der Kammer ist der Hügel nach Nordwesten etwas verlängert worden und besitzt aus dieser Richtung einen grabenartigen Zugang. Von der Kammer sind in situ zwei (!) Abschlußsteine des Südostendes, das erste anschließende Trägersteinpaar der Langseiten und auf der nordöstlichen Langseite der anschließende zweite Träger erhalten. Alle übrigen Steine fehlen, bis auf einen an den Rand des Hügels gewälzten Deckstein. Es mag sich um eine Kammer von drei Jochen gehandelt haben. Die lichte Weite beträgt 1,10 m. | 28930605 | Weitere Bilder |
| 53° 8′ 49″ N, 10° 13′ 9″ O  | Oldendorf (Luhe) 3, Großsteingrab    | Sprockhoff beschrieb die Anlage im Jahr 1967 wie folgt: "Grab III. Hünenbett in Richtung Nordwest-Südost. Ein 43 m langer und 7 m breiter Erddamm von etwa 1,5 m Höhe wird von wenigen noch in situ stehenden Steinen eingefasst. Einige Steine der alten Umfassung sind nach außen gefallen, von einer Kammer ist nichts zu bemerken. Krüger nahm an, dass das Nordwestende möglicherweise durch die Anlage des Weges verkürzt worden sei. | 28930607 | Weitere Bilder |
| 53° 8′ 47″ N, 10° 13′ 14″ O | Oldendorf (Luhe) 4, Großsteingrab    | Sprockhoff beschrieb es 1967 als "80 m langes von Nordwesten nach Südosten sich erstreckendes in voller Länge erhaltenes Hünenbett, dessen 1,5 m hoher Erddamm 6 m bis 6,5 m breit ist. Von der Umfassung stehen noch 14 Steine in situ, zwei weitere runde Dutzend sind nach außen gefallen und auch verschleppt und teilweise gesprengt. Die Grabkammer war bis zur Untersuchung des Hünenbettes durch van Griffen im Jahre 1970 verborgen. Sie wurde im Westende unbeschädigt, nur ihrer fünf Decksteine entblößt, freigelegt und erwies sich als Holsteiner Kammer mit dem Eingang auf der südlichen Langseite. Alle Trägersteine, fünf auf beiden Langseiten und zwei Träger der Schmalseiten sowie zwei Gangträgersteine waren in situ vorhanden und die teils sehr breiten Lücken auf das sorgfältigste mit Zwickelmauerwerk ausgefüllt. Im Eingang liegt ein Schwellenstein mit einem Trittstein davor. Die lichten Maße der Kammer betragen auf dem gepflasterten Boden 8 m : 2,1 m bzw. 2,3 m (Westen) | 28930609 | Weitere Bilder |
| 53° 8′ 49″ N, 10° 13′ 12″ O | Oldendorf (Luhe) 5                   | Rund, Dm. 15 m; H. 1,35 m. Rand abgesetzt. Ein Nordwest-Südost orientierter Pfad. Einige Granitsteine (L. bis 0,5 m) sichtbar. | 28930611 | BW             |
| 53° 8′ 47″ N, 10° 13′ 10″ O | Oldendorf (Luhe) 6                   | Rund, Dm. 16 m; H. 1,40 m. Rand abgesetzt. Südwestlich der Mitte eine flache Mulde (Dm. 1,3 m). Am Ostnordost-Rand zwei Granitsteine (0,3 – 0,5 m Dm.). | 28930613 | BW             |
| 53° 8′ 47″ N, 10° 13′ 11″ O | Oldendorf (Luhe) 7                   | Rund, Dm. 11 m; H. 0,35 m. Kuppe abgeflacht, Rand auslaufend. Wenige kleine Granitsteine an der Oberfläche sichtbar. | 28930708 | BW             |
| 53° 8′ 46″ N, 10° 13′ 16″ O | Oldendorf (Luhe) 10                  | Rund, Dm. 7 m; H. 0,35 m. Oberfläche unregelmäßig und zergraben. Am Ost-Rand ein großer Findling (2,8 × 1,8 m) und ein doppelteimergroßer Granitstein, vermutlich handelt es sich bei dem Findling um einen „Wächterstein“ von Großsteingrab FStNr. 4. | 28930711 | BW             |
| 53° 8′ 45″ N, 10° 13′ 16″ O | Oldendorf (Luhe) 11                  | Ehemals rund, Dm. 11 m; H. 0,5 m. Oberfläche nach Norden zerfurcht, Süd-Hälfte durch landwirtschaftlichen Weg stark beschädigt. Einige Mulden und Kuppe abgeflacht. | 28930713 | BW             |
| 53° 8′ 48″ N, 10° 13′ 10″ O | Oldendorf (Luhe) 14                  | Rund, Dm. 14 m; H. 0,6 m. Auf eine natürliche Bodenerhöhung aufgesetzt. Rand zum Megalithgrab (FStNr. 3) hin zergraben. Der Grabhügel ist oberflächlich dicht belegt mit Steinsetzungen (Bestattungen der älteren Bronzezeit/vorröm. Eisenzeit). Auf der Oberfläche sind zahlreiche faust- bis eimergroße Granitsteine und ein Findling sichtbar. | 28930715 | BW             |
| 53° 8′ 49″ N, 10° 13′ 10″ O | Oldendorf (Luhe) 15                  | Fast rund, ergänzter Dm. ca. 14 m; H. ca. 0,6 m. Oberfläche unregelmäßig. Wenige Granitsteine. | 28930717 | BW             |
| 53° 8′ 49″ N, 10° 13′ 10″ O | Oldendorf (Luhe) 16                  | Rund, Dm. 7 m; H. 0,2 m. Wellige Oberfläche. Mit der Sonde sind Steine ertastbar. Am Rand mehrere Granitsteine, am Nordost-Rand zwei Findlinge (nicht in situ). Über die Hügelmitte ein schmaler Fußweg in Richtung Nordwest-Südost. Eventuell handelt es sich um eine besonders große Steinsetzung des Urnenfriedhofes (ältere Bronzezeit / vorrömische Eisenzeit). | 28930719 | BW             |
| 53° 8′ 51″ N, 10° 13′ 9″ O  | Oldendorf (Luhe) 17                  | Rund, Dm. ca. 9 m; H. 0,3 m. Rand auslaufend. Vier Granitsteine. Mit der Sonde sind weitere Steine (Steinreihen oder Pflaster) fühlbar. | 28930721 | BW             |
| 53° 8′ 51″ N, 10° 13′ 11″ O | Oldendorf (Luhe) 18                  | Rund, Durchmesser ca. 9 m und Höhe ca. 0,3 m, Rand läuft aus. | 28930723 | BW             |
| 53° 8′ 50″ N, 10° 13′ 10″ O | Oldendorf (Luhe) 19, Urnengräberfeld | Gräberfeld besteht aus zahlreiche Steinsetzungen, zum Teil mit größeren aufrecht stehenden Steinen. Zwischen FStNr. 3 und FStNr. 6 verläuft ein Streifen, in dem die Steinsetzungen zwar nicht sichtbar, aber mit der Sonde fühlbar sind. | 28930725 | Weitere Bilder |
| 53° 8′ 44″ N, 10° 13′ 18″ O | Oldendorf (Luhe) 70                  | Fast rund, Dm. 15 m; H. 0,8 m. Kuppe abgeflacht, Rand auslaufend. Von flachen Nord-Süd orientierten Pflanzfurchen überzogen. | 28930731 | BW             |
| 53° 8′ 45″ N, 10° 13′ 17″ O | Oldendorf (Luhe) 71                  | Rund, Dm. 9 m; H. 0,4 m. Oberfläche zerfurcht. Von Ost nach West durch die Mitte von alten Grenzgraben durchzogen. | 28930733 | BW             |
| 53° 8′ 45″ N, 10° 13′ 19″ O | Oldendorf (Luhe) 134                 | Fast rund, Dm. 12 m; H. noch 0,2 m. Kuppe sehr abgeflacht und Rand auslaufend. Oberfläche gestört. Im Südwest-Bereich ein flacher Graben. | 28930833 | BW             |
| 53° 8′ 46″ N, 10° 13′ 19″ O | Oldendorf (Luhe) 135                 | Fast rund, Dm. 15 m; H. noch 0,3 m. Kuppe sehr abgeflacht, Rand auslaufend. Oberfläche gestört. | 28930835 | BW             |
| 53° 8′ 45″ N, 10° 13′ 16″ O | Oldendorf (Luhe) 136                 | Rund, Dm. 10,3 m; H. 0,53. Nördlich des Zentrums eine flache Eingrabung von 1,3 × 1,0 m. Ost-Rand durch Weg abgetreten. | 28930837 | BW             |
| 53° 8′ 45″ N, 10° 13′ 15″ O | Oldendorf (Luhe) 137                 | Ovaler, Ost-West orientiert, L. 21 m; Br. 17 m; H. 1,1 m. Rand abgesetzt. Über die Mitte ein Ost-West orientierter, flacher Graben. | 28930839 | BW             |
| 53° 8′ 55″ N, 10° 13′ 11″ O | Oldendorf (Luhe) 139                 | Fast rund, Dm. 5 m; H. 0,3 m. Kuppe abgeflacht, Rand auslaufend. | 28930841 | BW             |

### Oldendorf (Luhe) 21
- ID:28933618
- Etwa 0,5 km nordnordöstl. von Ortsausgang Oldendorf liegt eine Gruppe von ursprünglich zwölf Grabhügeln, davon ist einer ausgegraben (FStNr. 160) und einer zerstört. Die Dm. der erhaltenen Grabhügel (FStNr. 21 – 28, 104, 161) liegen zwischen 7 und 20 m und die Hügel sind noch 0,2 – 1,7 m hoch erhalten.

| Lage                        | Bezeichnung          | Beschreibung | ID       | Bild |
| --------------------------- | -------------------- | --- | -------- | ---- |
| 53° 9′ 49″ N, 10° 13′ 19″ O | Oldendorf (Luhe) 21  | Fast rund, Dm. 20 m; H. 1,7 m. Rand abgesetzt. Zentral eine Eingrabung, Dm. ca. 6 m; T. 0,6 m. Wenige Steine ertastbar. | 28933620 | BW   |
| 53° 9′ 50″ N, 10° 13′ 18″ O | Oldendorf (Luhe) 22  | Rund, Dm. 15,5 m; H. 1,2 m. Rand abgesetzt. Am Nordnordwest- und Süd-Rand je eine Fahrspur. Zentrale Eingrabung von 4 × 2 m. | 28933715 | BW   |
| 53° 9′ 50″ N, 10° 13′ 15″ O | Oldendorf (Luhe) 23  | Leicht oval, Nord-Süd orientiert, L. 18,5 m; Br. 14 m; H. 1,4 m. In der Kuppe eine Mulde. Am West-Rand von Waldpfad angeschnitten. Von flachen Pflanzfurchen überzogen.                                                                           | 28933717 | BW   |
| 53° 9′ 52″ N, 10° 13′ 18″ O | Oldendorf (Luhe) 24  | Fast rund, Dm. 19 m; H. 1,6 m. Kuppe abgeflacht und darin eine Mulde. Rand abgesetzt, im Randbereich ein ringförmiger Graben, der wohl von einem herausgerissenen Steinkranz stammt.                                                              | 28933719 | BW   |
| 53° 9′ 51″ N, 10° 13′ 19″ O | Oldendorf (Luhe) 25  | Oval, Nord-Süd orientiert, L. 17 m; Br. 13 m; H. 1,3 m. Kuppe abgeflacht und Oberfläche gestört. Randbereiche z. T. angegraben. | 28933721 | BW   |
| 53° 9′ 50″ N, 10° 13′ 16″ O | Oldendorf (Luhe) 26  | Fast rund, Dm. 16 m; H. 1,1 m. Kuppe abgeflacht, Rand abgesetzt. Oberfläche unregelmäßig. Wenige Granitsteine. | 28933723 | BW   |
| 53° 9′ 50″ N, 10° 13′ 22″ O | Oldendorf (Luhe) 27  | Fast rund, Durchmesser ca. 8 m und Höhe ca. 0,25 m, Oberfläche stark gestört und wenige Steine sichtbar. | 28933725 | BW   |
| 53° 9′ 51″ N, 10° 13′ 21″ O | Oldendorf (Luhe) 28  | | 28933727 | BW   |
| 53° 9′ 48″ N, 10° 13′ 22″ O | Oldendorf (Luhe) 104 | Ehemals rund, Dm. 19,5 m; H. 1,5 m. Rand im Osten abgesetzt und im Süden angeschnitten, sonst auslaufend. Oberfläche unregelmäßig und weist mehrere Mulden auf. Im Nordwest-Bereich ein halbkreisförmiger Graben. Nach Südsüdost ein Granitstein. | 28934217 | BW   |
| 53° 9′ 49″ N, 10° 13′ 21″ O | Oldendorf (Luhe) 161 | | 28934594 | BW   |

### Oldendorf (Luhe) 34
- ID:28933737
- Auf dem hochwasserfreien O-Ufer der Luhe-Niederung liegt eine Gruppe von drei fast runden Grabhügeln, Dm. 14 – 19 m; H. 0,8 – 1,2 m.

| Lage                         | Bezeichnung         | Beschreibung                                                                               | ID       | Bild |
| ---------------------------- | ------------------- | ------------------------------------------------------------------------------------------ | -------- | ---- |
| 53° 10′ 22″ N, 10° 13′ 9″ O  | Oldendorf (Luhe) 34 | Fast rund, Dm. 17 m; H. 0,8 m. Kuppe abgeflacht. Rand abgesetzt und nach Süden auslaufend. | 28933739 | BW   |
| 53° 10′ 19″ N, 10° 13′ 10″ O | Oldendorf (Luhe) 35 | Fast rund, Dm. 19 m; H. 1,2 m. Rand abgesetzt, einige Mulden.                              | 28933741 | BW   |
| 53° 10′ 23″ N, 10° 13′ 9″ O  | Oldendorf (Luhe) 36 | Fast rund, Dm. 14 m; H. 1,1 m. Kuppe abgeflacht, darin eine flache Mulde. Rand abgesetzt.  | 28933743 | BW   |

### Oldendorf (Luhe) 49
- ID:28934767
- Etwa 3 km westl. von Wetzen befindet sich eine Gruppe von sieben erhaltenen (Wetzen, FStNr. 72, 74, 77 – 79, Wetzen, FStNr. 71 = Oldendorf FStNr. 176 und Wetzen FStNr. 136 = Oldendorf FStNr. 49 = Raven, FStNr. 70), einem fraglichen (Wetzen, FStNr. 73) und drei obertägig nicht (mehr) feststellbaren Grabhügeln (Wetzen, FStNr. 75, 76, 148). Dm. der erhaltenen Hügel 7 – 16 m; H. 0,25 – 1,2 m.

| Lage                         | Bezeichnung          | Beschreibung | ID       | Bild |
| ---------------------------- | -------------------- | --- | -------- | ---- |
| 53° 10′ 20″ N, 10° 11′ 20″ O | Oldendorf (Luhe) 49  | Rund, Dm. 16 m und H. ca. 1,2 m. Große zentrale Eingrabung stört. Einige Mulden und Tierbaue. Drei flache Gemarkungsgrenzgräben. | 28973260 | BW   |
| 53° 10′ 20″ N, 10° 11′ 21″ O | Oldendorf (Luhe) 176 | Rund, kräftig gewölbt, Dm. 13 m; H. im Westen 0,7 m; H. im Osten 1,2 m. Gemarkungsgrenzgraben.                                   | 28930103 | BW   |

### Oldendorf (Luhe) 55
- ID:28934661
- Gruppe von vier dicht beieinanderliegenden runden bzw. fast runden Grabhügeln, Dm. 7 – 14 m; H. 0,3 – 1,1 m.

| Lage                        | Bezeichnung         | Beschreibung | ID       | Bild |
| --------------------------- | ------------------- | --- | -------- | ---- |
| 53° 9′ 32″ N, 10° 11′ 43″ O | Oldendorf (Luhe) 40 | Fast rund, Dm. 12 m; H. 0,8 m. Rand abgesetzt. Von Pflanzfurchen überzogen.                                                                     | 28931882 | BW   |
| 53° 9′ 32″ N, 10° 11′ 41″ O | Oldendorf (Luhe) 55 | | 28931906 | BW   |
| 53° 9′ 31″ N, 10° 11′ 40″ O | Oldendorf (Luhe) 56 | Fast rund, Dm. 10 m; H. im Südwesten 0,7 m, im Nordosten 1,1 m. Von Pflanzfurchen überzogen.                                                    | 28932000 | BW   |
| 53° 9′ 31″ N, 10° 11′ 40″ O | Oldendorf (Luhe) 57 | Rund, Dm. 14 m; H. 1,1 m. Rand abgesetzt. Von Pflanzfurchen überzogen. Einige Steine sichtbar.                                                  | 28932002 | BW   |
| 53° 9′ 32″ N, 10° 11′ 41″ O | Oldendorf (Luhe) 58 | Fast rund, Dm. 12,5 m; H. im Südwesten 0,4 m; H. im Nordosten 0,9 m. Von Pflanzfurchen überzogen und eine Nordost-Südwest orientierte Schneise. | 28932004 | BW   |

### Oldendorf (Luhe) 72
- ID:28968353
- Etwa 0,8 km südsüdöstlich von Oldendorf, nördlich der Lopau und beiderseits der Gemeindegrenze Oldendorf/Amelinghausen liegt auf leicht nach Norden ansteigendem Gelände eine Gruppe von neun Grabhügeln. Zwei davon sind oval (FStNr. 72 und 73), die übrigen sind rund oder fast rund. Dm. 11 – 19 m, H. 0,5 – 1,6 m. Alle Hügel sind in Ost-West Richtung von Pflanzfurchen, z. T. auch von Fahrspuren bzw. Schneisen überzogen.

| Lage                        | Bezeichnung         | Beschreibung | ID       | Bild |
| --------------------------- | ------------------- | --- | -------- | ---- |
| 53° 8′ 43″ N, 10° 13′ 25″ O | Oldendorf (Luhe) 72 | Rund, Dm. 17 m; H. 1,6 m. Zentral eine Eintiefung. Durch Pflanzfurchen gestört. | 28932026 | BW   |
| 53° 8′ 44″ N, 10° 13′ 26″ O | Oldendorf (Luhe) 73 | Fast rund, Dm. 21 m; H. 1,3 m. Durch tiefe Pflanzfurchen gestört, aber sonst unversehrt. | 28932028 | BW   |
| 53° 8′ 43″ N, 10° 13′ 28″ O | Oldendorf (Luhe) 74 | Fast rund, Dm. 15 m; H. 0,9 m. Kuppe abgeflacht und von Pflanzfurchen und Schneise in Ost-West Richtung überzogen.                                                                                 | 28932122 | BW   |
| 53° 8′ 42″ N, 10° 13′ 25″ O | Oldendorf (Luhe) 75 | Rund, Dm. 15 m; H. im N 1,1 m; H. im S 1,5 m. Rand schwach abgesetzt. Von flachen Pflanzfurchen und einer Fahrspur in Ost-West Richtung überzogen. Wenige Granitsteine sichtbar.                   | 28932124 | BW   |
| 53° 8′ 41″ N, 10° 13′ 23″ O | Oldendorf (Luhe) 76 | Rund, Dm. 18 m; H. 1,6 m. Rand abgesetzt. Im Kuppenbereich Eingrabungen, von flachen Pflanzfurchen und tiefer Fahrspur in Ost-West-Richtung überzogen. Einige bis kopfgroße Granitsteine sichtbar. | 28932126 | BW   |
| 53° 8′ 41″ N, 10° 13′ 22″ O | Oldendorf (Luhe) 77 | Rund, Dm. 14 m; H. 0,9 m. Rand abgesetzt. Von Pflanzfurchen und Schneise in Ost-West-Richtung überzogen.                                                                                           | 28932128 | BW   |
| 53° 8′ 40″ N, 10° 13′ 24″ O | Oldendorf (Luhe) 78 | Fast rund, Dm. 11 m; H. 0,5 m. Zentralbereich ausgekoffert, Dm. ca. 5 m. Rand auslaufend. Im Süd-Bereich eine Ost-West orientierte Fahrspur. Von flachen Pflanzfurchen überzogen.                  | 28932130 | BW   |

### Oldendorf (Luhe) 81
- ID:28934663
- Etwa 1 km südöstlich von Oldendorf, dicht nördlich der Gemeindegrenze zu Amelinghausen liegt in fast ebenem Gelände eine Gruppe von drei Grabhügeln. Sie liegen von Westnordwest nach Ostsüdost etwa in einer Reihe. Dm. 12 – 17 m; H. 1,2 – 1,4 m.

| Lage                        | Bezeichnung         | Beschreibung | ID       | Bild |
| --------------------------- | ------------------- | --- | -------- | ---- |
| 53° 8′ 42″ N, 10° 13′ 41″ O | Oldendorf (Luhe) 81 | Rund, Dm. 12 m; H. 1,2 m. Rand abgesetzt. Von Pflanzfurchen überzogen. Wenige bis kopfgroße Granitsteine sichtbar. | 28932136 | BW   |
| 53° 8′ 42″ N, 10° 13′ 42″ O | Oldendorf (Luhe) 82 | Rund, Dm. 13 m; H. 1,3 m. Rand abgesetzt. Im Süd-Bereich eine Fahrspur und von Pflanzfurchen überzogen.            | 28932138 | BW   |
| 53° 8′ 42″ N, 10° 13′ 44″ O | Oldendorf (Luhe) 83 | Rund, Dm. 17 m; H. 1,4 m. Rand abgesetzt. In der Kuppe eine kleine Mulde.                                          | 28932140 | BW   |

### Oldendorf (Luhe) 88
- ID:28934759
- Etwa 0,8 km nördl. vom Ortsausgang Oldendorf liegt eine Gruppe von 13 Grabhügeln, davon sind drei oval, die übrigen rund oder fast rund. Dm. 10 – 21 m; H. 0,4 – 1,9 m. Fünf der Hügel liegen etwa in einer Reihe von S nach N, die übrigen sind verstreut. Ein Hügel ist möglicherweise der Rest eines ausgeräumten Großsteingrabes (FStNr. 88).

| Lage                        | Bezeichnung          | Beschreibung | ID       | Bild |
| --------------------------- | -------------------- | --- | -------- | ---- |
| 53° 9′ 58″ N, 10° 12′ 49″ O | Oldendorf (Luhe) 88  | Oval, Ost-West orientiert, L. 21 m; Br. 17 m; H. 1,5 m. Rand abgesetzt. In der Kuppe eine große Ost-West orientierte Mulde, L. 8 m; Br. ca. 4,5 m. Einige Findlinge sichtbar und ertastbar, besonders am Muldenrand. Möglicherweise ist es der Rest eines weitgehend ausgeräumten Großsteingrabes. | 28932150 | BW   |
| 53° 10′ 3″ N, 10° 12′ 45″ O | Oldendorf (Luhe) 90  | Fast rund, Durchmesser ca. 11 m und Höhe ca. 0,8 m, Rand auslaufend, Kuppe abgeflacht, von Ost-West orientierten Pflanzfurchen überzogen. | 28934195 | BW   |
| 53° 10′ 3″ N, 10° 12′ 49″ O | Oldendorf (Luhe) 91  | Leicht oval, Ost-West orientiert, L. 14,5 m; Br. 13 m; H. 1,4 m. Von flachen Pflanzfurchen überzogen. Rand abgesetzt. Am Süd-Rand eine Schneise. | 28934197 | BW   |
| 53° 10′ 5″ N, 10° 12′ 48″ O | Oldendorf (Luhe) 92  | Oval, Nord-Süd orientiert, L. 15,5 m; Br. 12,5 m; H. 1,3 m. Rand abgesetzt, Kuppe abgeflacht. | 28934199 | BW   |
| 53° 10′ 4″ N, 10° 12′ 53″ O | Oldendorf (Luhe) 93  | | 28934201 | BW   |
| 53° 10′ 5″ N, 10° 12′ 47″ O | Oldendorf (Luhe) 94  | Fast rund, Dm. 12 m; H. 0,8 m. In der Kuppe eine flache Mulde. Am Nordnordwest-Rand Granitsteine. Im West-Bereich eine Nord-Süd orientierte Schneise. | 28934203 | BW   |
| 53° 10′ 7″ N, 10° 12′ 48″ O | Oldendorf (Luhe) 95  | Fast rund, Dm. 8 m; H. 0,45 m. Kuppe abgeflacht, Rand auslaufend. Von Pflanzfurchen überzogen. | 28934205 | BW   |
| 53° 10′ 7″ N, 10° 12′ 47″ O | Oldendorf (Luhe) 96  | Fast rund, Dm. 14,5 m; H. 1,1 m. Rand abgesetzt, Kuppe abgeflacht. Am West-Rand eine Nord-Süd orientierte Schneise. | 28934207 | BW   |
| 53° 10′ 9″ N, 10° 12′ 48″ O | Oldendorf (Luhe) 97  | Rund, Dm. 12 m; H. 0,6 m. Kuppe abgeflacht und gestört, darin eine flache Mulde. Wenige Granitsteine sichtbar. Rand auslaufend und am Ost-Rand ein Waldweg. | 28934209 | BW   |
| 53° 10′ 8″ N, 10° 12′ 50″ O | Oldendorf (Luhe) 98  | Rund, Dm. 10 m; H. 1,1 m. Rand abgesetzt. Am West-Rand drei Granitsteine. Kuppenbereich gestört. | 28934211 | BW   |
| 53° 10′ 7″ N, 10° 12′ 50″ O | Oldendorf (Luhe) 99  | Rund, Dm. 16 m; H. 1,9 m. Hoch gewölbt und unversehrt. Rand abgesetzt, Kuppe abgeflacht. | 28934213 | BW   |
| 53° 10′ 3″ N, 10° 12′ 48″ O | Oldendorf (Luhe) 123 | Fast rund, Dm. 12 m; H. 0,8 m. Kuppe abgeflacht, darin eine flache Mulde. Von Pflanzfurchen und einer Schneise in Ost-West Richtung überzogen. | 28934347 | BW   |

## Wetzen
| Lage                         | Bezeichnung             | Beschreibung | ID       | Bild           |
| ---------------------------- | ----------------------- | --- | -------- | -------------- |
| 53° 10′ 33″ N, 10° 11′ 13″ O | Wetzen 5, Großsteingrab | | 28929855 | Weitere Bilder |
| 53° 10′ 30″ N, 10° 13′ 9″ O  | Wetzen 18, Grabhügel    | Fast rund, Dm. 16 m und H. 1 m. Am S-Rand ein Weg. Im nördlichen Bereich einige Abgrabungen, im NO-Bereich ein Schuppen eingebaut. Ein Zaun etwa in O-W-Richtung. | 28929857 | BW             |
| 53° 10′ 41″ N, 10° 15′ 21″ O | Wetzen 37, Grabhügel    | Fast rund, Oberfläche zerfurcht, vermutlich durch Aufforstung. Dm. 12,5 m; H. 0,6 m. Nach Norden, Osten und Süden deutlich abgesetzt und geht nach Westen in den natürlichen Hang über. Mehrere größere Findlinge mit Dm. bis 1,0 m sind auf der Oberfläche abgelagert und kleinere Steine überall im Hügel direkt unter der Oberfläche. Die Datierung ist vermutlich endneolithisch/bronzezeitlich. | 28934504 | BW             |
| 53° 11′ 11″ N, 10° 12′ 59″ O | Wetzen 38, Grabhügel    | Fast rund, Dm. 10 m; H. 0,7 m. In der Kuppe eine Mulde und Oberfläche unregelmäßig. Rand auslaufend. | 28933345 | BW             |
| 53° 11′ 1″ N, 10° 14′ 5″ O   | Wetzen 46, Grabhügel    | Fast rund, Dm. ca. 8 m; H. noch 0,15 m. Rand auslaufend und Oberfläche gestört. Am Nordwest-Rand ein Granitstein. Von Pflanzfurchen überzogen. | 28933349 | BW             |
| 53° 10′ 8″ N, 10° 15′ 8″ O   | Wetzen 60, Grabhügel    | Oval, N-S orientiert, L. 13 m; Br. 11 m und H. im O 0,3 m und im W 1 m. Eine große zentrale Eingrabung stört. Rand läuft aus. | 28933355 | BW             |
| 53° 10′ 55″ N, 10° 16′ 31″ O | Wetzen 62, Grabhügel    | Fast rund, Dm. 16 m; H. 1,1 m. In der Kuppe eine Mulde. Rand auslaufend und von flachen Pflanzfurchen überzogen. Im Randbereich wenige Granitsteine. | 28933359 | BW             |
| 53° 10′ 50″ N, 10° 16′ 48″ O | Wetzen 63, Grabhügel    | Fast rund, Dm. 22 m; H. 1,7 m. Von flachen Pflanzfurchen überzogen. Rand auslaufend. Am Südsüdost-Rand zwei Granitsteine. | 28933361 | BW             |
| 53° 11′ 24″ N, 10° 14′ 0″ O  | Wetzen 65, Grabhügel    | Oval, Nord-Süd orientiert, L. 17 m; Br. 11 m; H. 0,65 m. Rand auslaufend und Kuppe abgeflacht. Von Pflanzfurchen überzogen. | 28930101 | BW             |
| 53° 10′ 48″ N, 10° 15′ 26″ O | Wetzen 139, Grabhügel   | Rund, Dm. 15 m; H. 0,8 m. Oberfläche stark zergraben, Lesesteine und Findlinge abgelagert. | 28930354 | BW             |
| 53° 11′ 12″ N, 10° 12′ 59″ O | Wetzen 141, Grabhügel   | Fast rund, Dm. 9 m; H. 0,3 m. Kuppe abgeflacht, Rand auslaufend. Holzrückspuren. | 28933612 | BW             |

### Oldendorf (Luhe) 49
- ID:28934767
- Etwa 3 km westl. von Wetzen befindet sich eine Gruppe von sieben erhaltenen (Wetzen, FStNr. 72, 74, 77 – 79, Wetzen, FStNr. 71 = Oldendorf FStNr. 176 und Wetzen FStNr. 136 = Oldendorf FStNr. 49 = Raven, FStNr. 70), einem fraglichen (Wetzen, FStNr. 73) und drei obertägig nicht (mehr) feststellbaren Grabhügeln (Wetzen, FStNr. 75, 76, 148). Dm. der erhaltenen Hügel 7 – 16 m; H. 0,25 – 1,2 m.

| Lage                         | Bezeichnung | Beschreibung | ID       | Bild |
| ---------------------------- | ----------- | --- | -------- | ---- |
| 53° 10′ 20″ N, 10° 11′ 23″ O | Wetzen 72   | Rund, Durchmesser ca. 12 m und Höhe ca. 1 m, Kuppe abgeflacht, Rand auslaufend, im Randbereich einige Mulden.                          | 28930105 | BW   |
| 53° 10′ 20″ N, 10° 11′ 25″ O | Wetzen 74   | | 28930107 | BW   |
| 53° 10′ 21″ N, 10° 11′ 28″ O | Wetzen 77   | Fast rund, Dm. 15 m; H. im Süden 0,8 m; H. im Norden 1,2 m. Kuppe abgeplattet und der Nord-Rand von Fahrspur angeschnitten.            | 28930109 | BW   |
| 53° 10′ 21″ N, 10° 11′ 30″ O | Wetzen 78   | Rund, Dm. 9 m; H. 0,5 m. In der Kuppe alte, große Mulde. Wenige Granitsteine.                                                          | 28930111 | BW   |
| 53° 10′ 21″ N, 10° 11′ 30″ O | Wetzen 79   | Fast rund, Dm. 15 m; H. im Westen 0,7 m; H. im Osten 0,9 m. Kuppe abgeflacht und der Nord-Rand angeschnitten. Oberfläche unregelmäßig. | 28930113 | BW   |

### Wetzen 19
- ID:28930985
- Etwa 1,7 km nordwestlich von Wetzen liegt auf dem östlichen Hochufer oberhalb der Luhe-Niederung eine Gruppe von ursprünglich mindestens 18 Grabhügeln, einer davon ist obertägig zerstört. Elf Hügel sind rund oder fast rund, sechs sind Hügel oval. Die Mehrzahl der Hügel ist relativ klein (Dm. 7 – 12,5 m; H. 0,3 – 1,1 m), vier sind größer (Dm. 14 – 23 m; H. 0,7 – 1,5 m, FStNr. 19, 20, 24 und 26). Zwischen den Grabhügeln verlaufen mehrere Wegespuren in Nord-Süd-Richtung.

| Lage                         | Bezeichnung            | Beschreibung | ID       | Bild |
| ---------------------------- | ---------------------- | --- | -------- | ---- |
| 53° 11′ 2″ N, 10° 13′ 26″ O  | Wetzen 19              | Fast rund, Dm. 21 m; H. 1,2 m. Rand abgesetzt. Etwas nördlich der Mitte eine große Eingrabung. Dm. ca. 2,5 m; T. 0,9 m, vermutlich ein Schützenloch. Wenige Granitsteine ertastbar. Von Pflanzfurchen überzogen. | 28916002 | BW   |
| 53° 11′ 5″ N, 10° 13′ 26″ O  | Wetzen 20              | Oval, Nord-Süd orientiert, L. 14 m; Br. 11,5 m; H. 0,7 m. Rand auslaufend. Von Pflanzfurchen überzogen. | 28929861 | BW   |
| 53° 11′ 6″ N, 10° 13′ 24″ O  | Wetzen 21              | Fast rund, Dm. 9 m; H. 0,4 m. Von Pflanzfurchen überzogen. Rand auslaufend. Nord-Rand durch Weg angeschnitten. | 28929863 | BW   |
| 53° 11′ 4″ N, 10° 13′ 21″ O  | Wetzen 23              | Leicht oval, Ost-West orientiert, L. 9 m; Br. 7 m; H. 0,6 m. Von Pflanzfurchen und einer Holzrückspur überzogen. Rand auslaufend. | 28929865 | BW   |
| 53° 11′ 4″ N, 10° 13′ 20″ O  | Wetzen 24              | Fast rund, Dm. 17 m; H. im Westen 1,5 m; H. im Osten 0,8 m. Rand abgesetzt und Kuppe abgeflacht. Von Pflanzfurchen und einer Holzrückspur überzogen. | 28929867 | BW   |
| 53° 11′ 3″ N, 10° 13′ 19″ O  | Wetzen 25              | Fast rund, Dm. 11 m; H. 1,1 m. In der Kuppe eine Mulde. Rand auslaufend. Von Pflanzfurchen und einer Holzrückspur überzogen. | 28929965 | BW   |
| 53° 11′ 7″ N, 10° 13′ 16″ O  | Wetzen 27              | Rund, Dm. 10 m; H. 0,5 m. Rand auslaufend, in der Kuppe eine kleine Mulde. Von Pflanzfurchen überzogen. Nordnordwest-Südsüdost orientierte Holzrückspur. | 28929969 | BW   |
| 53° 11′ 2″ N, 10° 13′ 19″ O  | Wetzen 28              | | 28929971 | BW   |
| 53° 11′ 8″ N, 10° 13′ 17″ O  | Wetzen 29              | Fast rund, Dm. 12 m; H. 0,9 m. In der Mitte und am Nordwest-Rand je eine Mulde. Rand schwach abgesetzt. | 28929973 | BW   |
| 53° 11′ 8″ N, 10° 13′ 19″ O  | Wetzen 30              | Fast rund, Dm. 7 m; H. 0,4 m. Rand auslaufend. | 28929975 | BW   |
| 53° 11′ 10″ N, 10° 13′ 19″ O | Wetzen 31              | Fast rund, Dm. 8,5 m; H. 0,5 m. Rand auslaufend. Von flachen Pflanzfurchen überzogen. | 28929977 | BW   |
| 53° 11′ 8″ N, 10° 13′ 16″ O  | Wetzen 33              | Rund, Dm. 7,5 m; H. 0,4 m. Von flachen Pflanzfurchen überzogen. | 28929979 | BW   |
| 53° 11′ 8″ N, 10° 13′ 15″ O  | Wetzen 34              | Oval, Nord-Süd orientiert, L. 8 m; Br. 6 m; H. 0,3 m. Rand auslaufend. Von Pflanzfurchen überzogen. Am Nordwest-Rand eine Mulde und entlang des Nordnordwest-Randes ein Weg. | 28929981 | BW   |
| 53° 11′ 7″ N, 10° 13′ 15″ O  | Wetzen 35              | Rund, Dm. 7 m; H. 0,4. Rand auslaufend und Kuppe abgeflacht. Von Pflanzfurchen überzogen. | 28929983 | BW   |
| 53° 11′ 5″ N, 10° 13′ 20″ O  | Wetzen 36              | Oval, Nordost-Südwest orientiert, L. 8,5 m; Br. 6 m; H. 0,6 m. Rand auslaufend. Nordnordwest-Bereich durch Waldweg abgetragen. Von Pflanzfurchen überzogen. | 28929985 | BW   |
| 53° 11′ 8″ N, 10° 13′ 17″ O  | Wetzen 117             | Fast rund, Dm. 12,5 m; H. 1 m. Rand abgesetzt. Am Nordost-Rand eine flache halbkreisförmige Rinne. Dort ein Findling. Wenige kleine Mulden. | 28930342 | BW   |
| 53° 11′ 7″ N, 10° 13′ 18″ O  | Wetzen 149, Wegespuren | Sieben parallel verlaufende Spuren. Sie verlaufen annähernd in Richtung Nord-Süd. L. ca. 150 m erhalten. Obere Br. bis 2,5 m; Sohlbr. ca. 1 m; T. bis 0,4 m. Besonders ausgeprägt zwischen Ost-Rand von Grabhügel FStNr. 29 und dem West-Rand von FStNr. 117. Nach Norden und Süden laufen die Spuren allmählich aus. Weitere, allerdings schwächer ausgeprägte, verwaschene Wegespuren befinden sich dazwischen und südlich der markierten Spuren. | 28930356 | BW   |

### Wetzen 47
- ID:28931082
- Etwa 0,75 km nordöstlich von Wetzen liegt am oberen West-Hang des Lerchenberges eine Gruppe von zehn runden bzw. fast runden Grabhügeln. Dm. 9 – 20 m; H. 0,4 – 1,8 m.

| Lage                         | Bezeichnung | Beschreibung | ID       | Bild |
| ---------------------------- | ----------- | --- | -------- | ---- |
| 53° 10′ 43″ N, 10° 14′ 58″ O | Wetzen 47   | Rund, Dm. 16 m; H. 1,2 m. Zentral eine Mulde. Kuppe abgeflacht und Oberfläche unregelmäßig. | 28929987 | BW   |
| 53° 10′ 43″ N, 10° 14′ 58″ O | Wetzen 48   | Rund, Dm. 13 m; H. 0,6 m. Kuppe abgeflacht und Rand auslaufend. Eine Ost-West orientierte Fahrspur. | 28929989 | BW   |
| 53° 10′ 44″ N, 10° 15′ 0″ O  | Wetzen 49   | Fast rund, Dm. 14,5 m; H. 0,8 m. Zentral eine Mulde, Kuppe abgeflacht und Oberfläche unregelmäßig. | 28929991 | BW   |
| 53° 10′ 44″ N, 10° 14′ 58″ O | Wetzen 50   | Fast rund, Dm. 18 m; H. 1,2 m. Kuppe abgeflacht. Im West-Bereich eine Eintiefung. Oberfläche unregelmäßig. | 28929993 | BW   |
| 53° 10′ 45″ N, 10° 14′ 59″ O | Wetzen 51   | Fast rund, Dm. 13 m; H. 0,4 m. Kuppe abgeflacht und Rand auslaufend. | 28930089 | BW   |
| 53° 10′ 43″ N, 10° 15′ 4″ O  | Wetzen 52   | Fast rund, Dm. 18,5 m; H. 1,5 m. ist abgeflacht, im Zentrum eine Eingrabung, L. 2 m; Br. 2 m; T. 1 m. Oberfläche gestört, darin einige Eingrabungen. Im Westen halbkreisförmige Rinne, möglicherweise von herausgerissenen Steinkranz. | 28930091 | BW   |
| 53° 10′ 42″ N, 10° 15′ 5″ O  | Wetzen 53   | Rund, Dm. 20 m; H. 1,8 m. Kuppe abgeflacht. Im Kuppenbereich einige kleine Mulden. | 28930093 | BW   |
| 53° 10′ 44″ N, 10° 14′ 56″ O | Wetzen 55   | Fast rund, Dm. 14 m; H. 1,3 m. Oberfläche unregelmäßig. Im Nordwest-Bereich eine Eingrabung. | 28930095 | BW   |
| 53° 10′ 44″ N, 10° 14′ 56″ O | Wetzen 56   | Rund, Dm. 16 m; H. 0,9 m. Zentral eine Eingrabung. L. 7 m; Br. 1,5 m. Oberfläche unregelmäßig. | 28930097 | BW   |
| 53° 10′ 43″ N, 10° 15′ 5″ O  | Wetzen 57   | Fast rund, Dm. 9 m; H. 0,5 m. Kuppe abgeflacht, Rand auslaufend. | 28930099 | BW   |

### Wetzen 81
- ID:28932185
- Etwa 1,7 km nordwestlich von Wetzen liegt auf dem hohen West-Ufer oberhalb der Luhe-Niederung eine Gruppe von ehemals 34 Grabhügeln, davon sind 27 erhalten und sieben zerstört (FStNr. 81, 83, 85–87, 90, 93). Dm. der erhaltenen Hügel 7 – 25 m, H. 0,25 – 1,4 m.

| Lage                         | Bezeichnung | Beschreibung | ID       | Bild |
| ---------------------------- | ----------- | --- | -------- | ---- |
| 53° 10′ 47″ N, 10° 12′ 56″ O | Wetzen 82   | Leicht oval, Ost-West orientiert, L. 15 m; Br. 12 m; H. 0,9 m. Kuppe abgeflacht und Rand auslaufend. Von Pflanzfurchen überzogen. Am Süd-Rand schwach angeschnitten durch einplanierte Fläche. | 28930115 | BW   |
| 53° 10′ 50″ N, 10° 12′ 50″ O | Wetzen 84   | Fast rund, Dm. 15 m; H. 0,5 m. Kuppe abgeflacht und Rand auslaufend. Von Pflanzfurchen überzogen. Am Südost-Rand eine Mulde.                                                                   | 28930117 | BW   |
| 53° 10′ 52″ N, 10° 12′ 49″ O | Wetzen 88   | Fast rund, Dm. 14 m; H. 0,5 m. Rand auslaufend. Ein schwach in den Hügelkörper eingetiefter Weg in Richtung Westnordwest-Ostsüdost.                                                            | 28930212 | BW   |
| 53° 10′ 53″ N, 10° 12′ 49″ O | Wetzen 89   | Rest eines ehemals runden Grabhügels. L. (in Richtung Nordwest-Südost) 15 m; Br. 0,9 m. Im Südwest-Bereich fast die Hälfte des Hügels ausgegraben. Rand abgesetzt.                             | 28930214 | BW   |
| 53° 10′ 55″ N, 10° 12′ 45″ O | Wetzen 91   | Oval, Nord-Süd orientiert, L. 25 m; Br. 21 m; H. 1,4 m. Oberfläche zerklüftet durch diverse Eingrabungen.                                                                                      | 28930216 | BW   |
| 53° 10′ 55″ N, 10° 12′ 47″ O | Wetzen 92   | Leicht oval, Ost-West orientiert, L. 17 m; Br. 15 m; H. 1,3 m. Mehrere Eingrabungen und Mulden. Kuppe abgeflacht und Rand abgesetzt.                                                           | 28930218 | BW   |
| 53° 10′ 55″ N, 10° 12′ 49″ O | Wetzen 94   | Oval, Ost-West orientiert, L. 12,5 m; Br. 10 m; H. 0,7 m. Zentrale, flache Mulde und Oberfläche unregelmäßig. Kuppe abgeflacht und im Norden von Weg angeschnitten.                            | 28930220 | BW   |
| 53° 10′ 54″ N, 10° 12′ 50″ O | Wetzen 95   | Rund, Dm. 15 m; H. 1,2 m. Zentral eine Eingrabung, Dm. ca. 2 m. Außerdem einige flache Mulden. Rand abgesetzt.                                                                                 | 28930222 | BW   |
| 53° 10′ 53″ N, 10° 12′ 50″ O | Wetzen 96   | Fast rund, Dm. 13 m; H. 0,4 m. Kuppe abgeflacht, Rand auslaufend. | 28930224 | BW   |
| 53° 10′ 56″ N, 10° 12′ 45″ O | Wetzen 97   | Fast rund, Dm. 10 m; H. 0,7 m. Am Nordnordost-Rand durch Weg angeschnitten. Rand auslaufend.                                                                                                   | 28930226 | BW   |
| 53° 10′ 56″ N, 10° 12′ 44″ O | Wetzen 98   | Fast rund, Dm. 14 m; H. 0,8 m. Rand auslaufend, von Pflanzfurchen überzogen. Wenige Steine sind ertastbar. Süd-Rand durch Weg angeschnitten.                                                   | 28930228 | BW   |
| 53° 10′ 57″ N, 10° 12′ 44″ O | Wetzen 99   | Fast rund, Dm. 13 m; H. 1 m. Rand auslaufend und von Pflanzfurchen überzogen. | 28930230 | BW   |
| 53° 10′ 56″ N, 10° 12′ 52″ O | Wetzen 100  | Oval, Nord-Süd orientiert, L. 18,5 m; Br. 16 m; H. 0,9 m. Von Pflanzfurchen überzogen. Rand auslaufend.                                                                                        | 28930232 | BW   |
| 53° 10′ 56″ N, 10° 12′ 52″ O | Wetzen 101  | Fast rund, Dm. 12 m; H. 0,9 m. Rand auslaufend. Pflanzfurchen und ein Waldweg. Im Nordost-Bereich ein alter Stubbenerdhaufen abgelagert.                                                       | 28930234 | BW   |
| 53° 10′ 58″ N, 10° 12′ 53″ O | Wetzen 102  | Fast rund, Dm. 12 m; H. 1,1 m. Von Pflanzfurchen überzogen, Rand auslaufend. | 28930236 | BW   |
| 53° 10′ 57″ N, 10° 12′ 50″ O | Wetzen 103  | Oval, Nord-Süd orientiert, L. 15 m; Br. 12 m; H. 1,1 m. Von Pflanzfurchen überzogen. Rand auslaufend.                                                                                          | 28930238 | BW   |
| 53° 10′ 59″ N, 10° 12′ 53″ O | Wetzen 104  | Fast rund, Dm. 7 m; H. 0,25 m. Kuppe stark abgeflacht und Rand auslaufend. Von Pflanzfurchen überzogen.                                                                                        | 28930240 | BW   |
| 53° 10′ 58″ N, 10° 12′ 51″ O | Wetzen 105  | Fast rund, Dm. 16 m; H. 1,1 m. Von Pflanzfurchen überzogen. Im Süd-Bereich eine flache Mulde. Rand schwach abgesetzt.                                                                          | 28930334 | BW   |
| 53° 11′ 0″ N, 10° 12′ 50″ O  | Wetzen 106  | Fast rund, Dm. 15 m; H. 1 m. Von Pflanzfurchen überzogen. Rand auslaufend und Kuppe abgeflacht.                                                                                                | 28930336 | BW   |
| 53° 11′ 0″ N, 10° 12′ 47″ O  | Wetzen 107  | Fast rund, Dm. 15 m; H. 0,9 m. Rand auslaufend. Von Pflanzfurchen überzogen. Über den Hügel verläuft ein eingetiefter Weg.                                                                     | 28930338 | BW   |
| 53° 10′ 59″ N, 10° 12′ 45″ O | Wetzen 108  | | 28930340 | BW   |
| 53° 10′ 57″ N, 10° 12′ 42″ O | Wetzen 120  | Oval, Nord-Süd orientiert, L. 18 m; Br. 11 m; H. 1,1 m. Oberfläche unregelmäßig mit einigen Mulden. Süd- und Ost-Rand angeschnitten. Im Nord-Bereich eine alte, kleine Aufschüttung.           | 28930344 | BW   |
| 53° 10′ 56″ N, 10° 12′ 47″ O | Wetzen 121  | Fast rund, Dm. 19 m; H. 1 m. Kuppe abgeflacht, Rand auslaufend. Von Pflanzfurchen überzogen.                                                                                                   | 28930346 | BW   |
| 53° 10′ 56″ N, 10° 12′ 48″ O | Wetzen 122  | Leicht oval, Ost-West orientiert, L. 18,5 m; Br. 16 m; H. 1,2 m. Von Pflanzfurchen überzogen. In der Kuppe eine flache Mulde. Rand auslaufend.                                                 | 28930348 | BW   |
| 53° 10′ 56″ N, 10° 12′ 49″ O | Wetzen 123  | Fast rund, Dm. 12 m; H. 0,7 m. Kuppe abgeflacht, Rand auslaufend. Von Pflanzfurchen überzogen.                                                                                                 | 28930350 | BW   |
| 53° 10′ 58″ N, 10° 12′ 46″ O | Wetzen 124  | Rund, Dm. 20 m; H. 1,1 m. Kuppe abgeflacht, Rand auslaufend. Von Pflanzfurchen überzogen. | 28930352 | BW   |
| 53° 10′ 55″ N, 10° 12′ 43″ O | Wetzen 150  | | 28930358 | BW   |